# Персеполис (мультфильм)
Персеполис (фр. Persepolis) — французский полнометражный анимационный фильм по одноимённому автобиографическому графическому роману французской писательницы иранского происхождения Маржан Сатрапи. Режиссёрами картины стали Маржан Сатрапи и Венсан Паронно. Во Франции фильм вышел в прокат 27 июня 2007 года и получил ряд наград, в том числе приз жюри Каннского фестиваля.

## Сюжет
Сюжет фильма построен на воспоминаниях главной героини — иранской девочки Марджи. В аэропорту во Франции она смотрит на расписание полётов; её глаза остановились на списке, где был написан Тегеран. Затем она садится и размышляет о своём детстве.
В детстве Марджи жила в Тегеране, хотела стать пророком и была страстной поклонницей Брюса Ли. Когда в 1979 году началась иранская революция против иранского шаха, её семья взволнована и участвует в митингах, хотя самой Марджи запрещено участвовать в них. Однажды Сиамак Яри, друг семьи и отец друга Марджи Лали, был освобождён из тюрьмы. Все они слушают, как он рассказывает об ужасах тюрьмы, и Марджи завидует тому, что у Лали есть настоящий «герой» в её семье.
Несколько дней спустя Марджи и группа друзей пытаются напасть на маленького мальчика Рамина, чей отец — сотрудник САВАК, секретной полиции шаха, который убивал коммунистов и революционеров в ходе своей работы. Они забирают гвозди из ящика с инструментами и преследуют его, но их останавливает мать Марджи, которая наказывает её. В комнате Бог говорит Маржи, что в преступлениях отца Рамина нет его вины. На следующий день Марджи подходит к Рамину, чтобы сказать, что она прощает его за то, что его отец был «убийцей», но он стойко защищает своего отца и сердито уезжает на своём велосипеде.
Однажды прибывает дядя Ануш, чтобы поужинать с семьёй после недавнего освобождения из-под девятилетнего тюремного заключения. Марджи в восторге от встречи с ним, потому что он тот самый «семейный герой», которого она хочет иметь. Ануш вдохновил Марджи своими историями о своей жизни в бегах от правительства.
Шах был свергнут, проходят выборы новой власти. Положение семьи Марджи не улучшается, несмотря на оптимизм Ануша, и они глубоко расстроены, когда за исламистских фундаменталистов проголосовали 99,99 %. В иранском обществе начинаются репрессии с применением строгих законов шариата. Правительство заставляет женщин скромно одеваться и носить платки, а Ануш вновь арестован и казнён за свои политические убеждения, как и другие политические заключённые, которых узнала Марджи. Сиамак сбежал со своей семьёй после того, как его сестра найдена и убита в его доме. Многие друзья семьи, а также тысячи иранцев сбежали от нового режима в Европу или США. Расстроенная тем, что Бог не сделал ничего, чтобы предотвратить казнь её любимого дяди, Марджи отвергает свою веру.
Глубоко разочарованная, Марджи вместе со своей семьёй пытается приспособиться к жизни при новом режиме. Началась ирано-иракская война, и она видит ужасы смерти и разрушения. Семье Марджи угрожают коррумпированные, вооружённые подростки, правительственные чиновники.
Позже у дяди Тахер случился сердечный приступ. Ему нужна операция на открытом сердце, и поскольку в Иране нет оборудования, он должен отправиться в Англию. Но поскольку границы закрыты, могут уехать только тяжелобольные люди, утверждённые Министерством здравоохранения. Когда тётя Марджи пытается получить разрешение, она обнаруживает, что директор больницы, с которым она должна иметь дело, был водопроводчиком; некомпетентный и полностью покорный своей религии, он отказывается разрешить дяде выехать за границу.
Марджи и её отец идут к Хосро, человеку, который печатает поддельные паспорта. Он говорит им, что может сделать паспорт за неделю. Хосро укрывает 18-летнюю родственницу по имени Нилуфар, разыскиваемую за коммунистические убеждения, и Марджи мгновенно ей нравится. Позже Нилуфар была найдена, арестована и казнена; дом Хосро разграблен, сам он сбежал заграницу, так и не сделав паспорт. Марджи наблюдает, как её дядя в конце концов умирает. Жизнь семьи продолжается, они участвуют в подпольных вечеринках, где наслаждаются простыми удовольствиями, которые правительство объявило вне закона, включая алкоголь.
Марджи тайно покупает аудиокассеты с западной музыкой, в частности с Iron Maiden и Майклом Джексоном, на чёрном рынке. Она носит неортодоксальную одежду, такую как джинсовая куртка. Её почти арестовывают женщины-стражи революции, но Марджи сбегает, обманывая их.
Когда она открыто опровергает ложь учителя о злоупотреблениях со стороны правительства, родители пугаются и отправляют её учиться во французский лицей в Вене, Австрия, где она может быть в безопасности и свободно выражать своё мнение. Она живёт с католическими монахинями и расстроена их дискриминационным и осуждающим поведением. Марджи заводит мало друзей и в конечном итоге чувствует себя невыносимо изолированной в чужой стране, окружённой раздражающими поверхностными людьми, которые принимают свою свободу как должное и смотрят на неё с открытым презрением. В конце концов её вышвырнули из временного убежища за оскорбление монахини.
Марджи сменяет несколько мест жительства, пока не останавливается у фрау Шлосс, неуравновешенной бывшей преподавательницы философии. Однажды Марджи врёт незнакомцу на вечеринке, что она француженка, после чего звучит голос её бабушки, напоминающей ей наставление, чтобы она оставалась верной себе. Её потенциальный любовник раскрывает свою гомосексуальность после неудачной попытки секса с Марджи. Потом она вступает в страстную любовную связь с Маркусом, который заканчивается плохо, когда она обнаруживает, что он изменил ей. Шлосс обвиняет Марджи в краже брошки, Марджи покидает её дом. Она проводит день на скамейке в парке, размышляя о том, какой «глупой» она была, и понимает, что ей больше некуда идти. Она живёт на улице несколько месяцев. В конце концов, Марджи заболела воспалением лёгких и чуть не умерла.
Марджи выздоравливает в венской больнице и возвращается в Иран с разрешения своей семьи. Несмотря на то, что война кончилась и качество жизни чуть повысилось, а окружающие рады видеть её, Марджи продолжает чувствовать себя чужой и впадает в клиническую депрессию. Ей выписывают лекарства, она ими злоупотребляет. Во время передозировки она видит Бога и Карла Маркса, которые напоминают ей о важности жизни. Марджи приходит в себя.
Она посещает университетские занятия и вечеринки, вступает в отношения с однокурсником — Резой. Всё же она и окружающие не живут спокойно — например, её и парня поймали за то, что они держались за руки, и их родители вынуждены платить штраф, чтобы избежать их избиения розгами, после чего они решают пожениться.
Марджи, чтобы защитить себя, ложно обвиняет мужчину в домогательствах, чтобы её не арестовали за макияж. Её бабушка разочарована поведением Марджи и ругает её, говоря ей, что и её дед, и её дядя умерли, поддерживая свободу и невинных людей. Понимая свою ошибку, Марджи произносит речь на собрании в университете против сексистских двойных стандартов на собрании своего университета и мирится с бабушкой.
Полиции фундаменталистов удается обнаружить вечеринку, в которой участвует Марджи. В то время как женщины успевают прикрыться и спрятать алкоголь, избежав наказания, мужчины бегут по крышам. Один из них, Нима, колеблется перед прыжком, в результате чего падает и разбивается. После гибели Нимы Марджи решается на развод, будучи несчастной в браке и решает покинуть страну навсегда. Перед отъездом она отправляется в путешествие к Каспийскому морю и посещает могилы своего деда и дяди. Мать Марджи запрещает ей, свободной женщине, возвращаться в современный Иран, и Марджи соглашается. Она больше никогда не увидит свою бабушку, которая умирает вскоре после её отъезда.
Марджи забирает свой багаж и садится в такси. Поскольку такси отъезжает от южного терминала аэропорта Париж-Орли, повествование возвращается к сегодняшнему дню. Водитель спрашивает её, откуда она, и она отвечает «Иран», сдерживая обещание, которое она дала Анушу и своей бабушке, что она будет помнить, откуда она приехала, и всегда оставаться верной себе.
На протяжении фильма несколько раз Марджи вспоминает сцену, в которой бабушка рассказывает ей, что всегда хорошо пахнет, так как каждое утро кладёт в бюстгальтер свежие цветки жасмина.

## Награды
Фильм (совместно с картиной «Безмолвный свет») получил приз жюри Каннского фестиваля, премию «Сезар» за лучший дебют и лучший адаптированный сценарий, был номинирован на премии «Оскар» и «Золотой глобус» за 2007 год, а также на премию BAFTA за 2008 год.

## Реакция властей Ирана
Власти Исламской Республики Иран отрицательно восприняли появление фильма. Так, в посольство Франции от имени одной из правительственных организаций было направлено письмо с протестом против показа фильма, который, по мнению авторов письма, «представляет неправдоподобный взгляд на достижения и результаты великой Исламской революции». Вместе с тем, в феврале 2008 года мультфильм был показан в Тегеране ограниченной аудитории, при этом из него были изъяты шесть сцен, в основном сексуального содержания. Как отмечается, некоторые иранцы уже видели «Персеполис» на DVD-дисках, нелегально завезённых в страну.